# Esperanza Aguirre
Esperanza Fuencisla Aguirre y Gil de Biedma (Madrid, 3 de enero de 1952) es una jurista y política española,  ministra de Educación y Cultura entre 1996 y 1999, presidenta del Senado entre 1999 y 2002, y de la Comunidad de Madrid entre 2003 y 2012. También ejerció de presidenta del Partido Popular de la Comunidad de Madrid entre 2004 y 2016.
Licenciada en Derecho, es técnica de Información y Turismo del Estado. Fue la primera mujer en desempeñar la Presidencia del Senado. Encabezó la candidatura del Partido Popular al Ayuntamiento de Madrid en las elecciones municipales de 2015. Sin embargo, a pesar de ser la candidatura más votada, no logró ser investida de alcaldesa por carecer de apoyos suficientes, perdiendo el Partido Popular la alcaldía de Madrid tras 26 años. Entonces ocupó el cargo de portavoz del Grupo Municipal Popular en el Ayuntamiento. El 14 de febrero de 2016, tres días después de que la Guardia Civil registrara la sede regional del partido por presunta financiación ilegal, Esperanza Aguirre dimitió de su cargo como presidenta regional del Partido Popular por la responsabilidad en el nombramiento de Francisco Granados y otros presuntos responsables de irregularidades, aunque ella no fue imputada ni investigada en ninguno de ellos. El 24 de abril de 2017, presentó su dimisión como concejala del Ayuntamiento de Madrid tras el ingreso en prisión de su mano derecha, Ignacio González González, por su implicación en el caso de desvío de fondos públicos en la Operación Lezo.
Ostenta el título nobiliario de condesa consorte de Bornos y ostentó el de condesa consorte de Murillo (hasta la renuncia de su marido en 2013). Es grande de España.

## Biografía

### Orígenes y primeros años
Esperanza Aguirre y Gil de Biedma nació en 1952. Es nieta por línea materna de José Gil de Biedma y Becerril Oñate y García, tercer conde de Sepúlveda y tercer vizconde de la Nava de La Asunción, diputado en las Cortes Generales, y hermana de la agente inmobiliaria y política Rocío Aguirre Gil de Biedma.
Proviene de una familia de la alta sociedad madrileña; es la mayor de los ocho hijos del abogado de la alta burguesía José Luis Aguirre Borrell (1923-2002) y de su esposa, la aristócrata Piedad Gil de Biedma y Vega de Seoane (1930), tercera hija de los condes de Sepúlveda. Fue bautizada como Esperanza Fuencisla, en honor a la Virgen de la Fuencisla, patrona de Segovia, por las raíces de los Gil de Biedma. Esperanza es, por tanto, sobrina segunda de Jaime Gil de Biedma, poeta de la Generación del 50, y prima segunda de la fotógrafa de la movida madrileña Ouka Leele (Bárbara Allende y Gil de Biedma). Sus abuelos paternos fueron José Luis Aguirre Martos, procurador en Cortes por el tercio sindical durante siete legislaturas como empresario del Sindicato Nacional de Combustible y Esperanza Borrell y García-Lastra. Es prima carnal de Fernando Puig de la Bellacasa y Aguirre.
Realizó estudios en los colegios de la Asunción y en el Instituto Británico de Madrid. Cursó estudios universitarios, obteniendo la licenciatura de Derecho por la Universidad Complutense de Madrid en 1974.
En 1976 accedió al Cuerpo de Técnicos de Información y Turismo. Ocupó la jefatura de servicio de Publicidad de Turismo de la Secretaría de Estado de Turismo, donde permaneció hasta 1979.
Posteriormente ocupó diversos cargos administrativos de designación directa en el Ministerio de Cultura, con varios ministros, durante los gobiernos de Unión de Centro Democrático; así, fue nombrada sucesivamente jefe del Gabinete Técnico del director general del Libro y la Cinematografía del Ministerio de Cultura (1979), subdirectora General de Estudios en la Secretaría General Técnica del Ministerio de Cultura (1980), subdirectora general jefe del Gabinete Técnico del subsecretario de Cultura (1981) y subdirectora general de Fundaciones y Asociaciones Culturales (1982).
Perteneciente desde muy joven al Club Liberal de Madrid, su presidente, Pedro Schwartz, impulsor de la Unión Liberal, propició en 1983 la entrada en política de Aguirre de la mano de este partido.

### Primera etapa en la política municipal
Esperanza Aguirre llegó a la política municipal con la agrupación política Coalición Popular, en la que se integraba la Unión Liberal; por la que fue elegida concejal del Ayuntamiento de Madrid en las elecciones municipales de 1983 en Madrid. En la oposición, fue miembro de la Comisión Permanente del Ayuntamiento y de portavoz de Coalición Popular en el Área de Cultura, Educación, Juventud y Deportes y en el distrito de Moncloa-Aravaca.
En diciembre de 1984, al fusionarse Unión Liberal con el Partido Liberal (PL), Aguirré ocupó diferentes cargos en la ejecutiva nacional y secretaría del Consejo Político del Partido Liberal de José Antonio Segurado.
En 1987 abandonó el Partido Liberal e ingresó en Alianza Popular (AP). Renovó su acta de concejala en el Ayuntamiento de Madrid; permaneció inicialmente en la oposición.
Mediante una moción de censura del ya denominado Partido Popular y del Centro Democrático y Social contra el alcalde del Partido Socialista Obrero Español, Juan Barranco, ambos partidos pasan a gobernar el Ayuntamiento de Madrid, en 1989. Esperanza Aguirre fue nombrada concejala de Medio Ambiente.
La lista del PP obtuvo una mayoría absoluta de concejales en las elecciones municipales de 1991 en Madrid y Esperanza Aguirre, repitiendo como concejala, fue nombrada tercera teniente de alcalde y concejala de Medio Ambiente. Dos años después, con la remodelación del Gobierno municipal, Esperanza Aguirre fue designada además concejala de Cultura. Asimismo, pasó a dirigir las concejalías de Limpieza y de Educación y Deportes.
Tras la segunda victoria por mayoría absoluta del PP en las elecciones municipales de 1995 en Madrid (a las que Aguirre concurrió como número 2 de la lista del PP), tuvo lugar el nombramiento de Aguirre como primera teniente de alcalde y como portavoz del Grupo Municipal del Partido Popular. En ese año fue nombrada consejera de Caja Madrid, en representación del Partido Popular.

### Ministra de Educación, Cultura y Deporte y presidenta del Senado

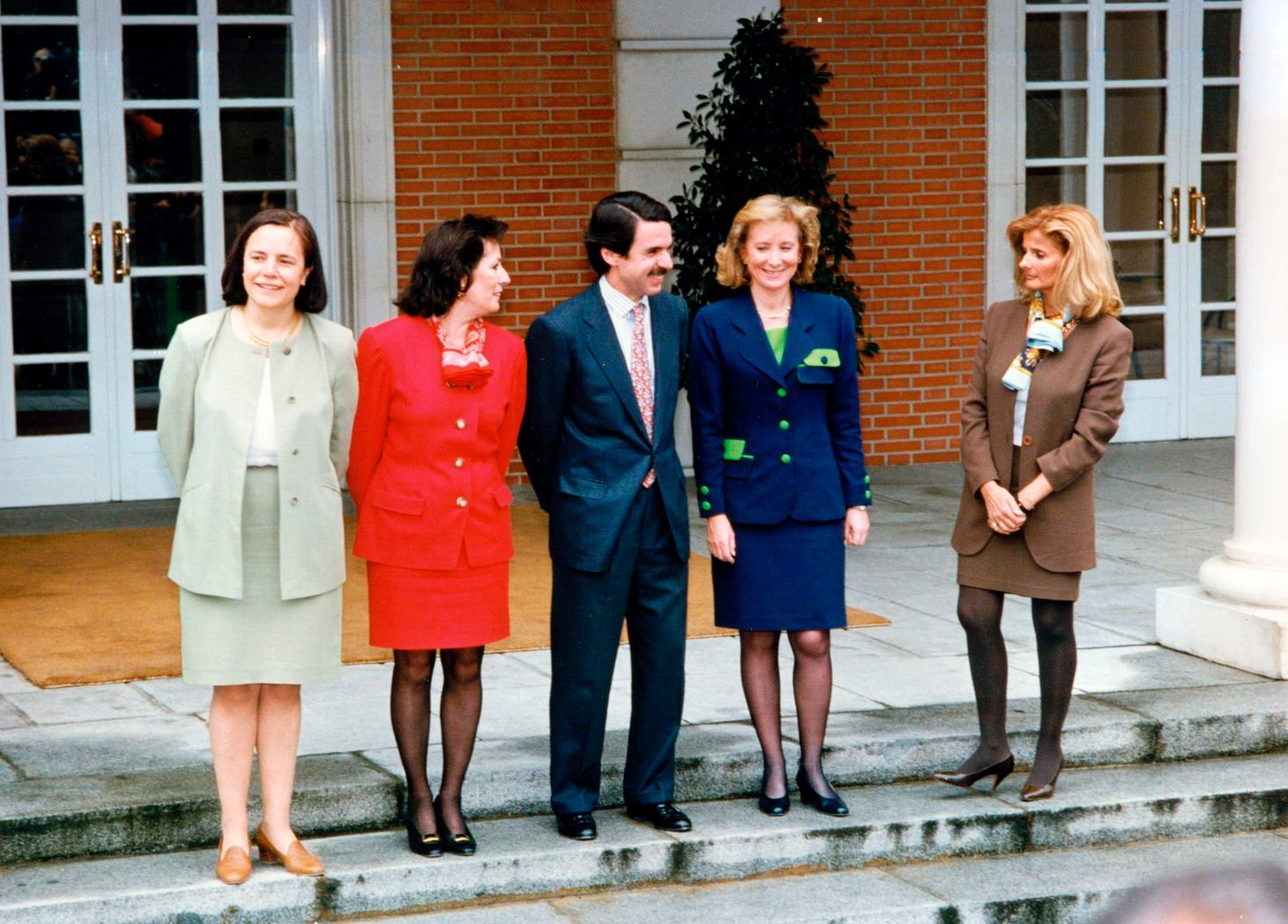
Fotografiada en mayo de 1996 junto al presidente del Gobierno José María Aznar y las también ministras Loyola de Palacio, Margarita Mariscal de Gante e Isabel Tocino.

En las elecciones generales de 1996 fue candidata del Partido Popular al Senado por Madrid. Aguirre, que había sido designada como miembro del Comité Ejecutivo Nacional del partido, resultó elegida senadora. El nuevo presidente del Gobierno, José María Aznar, le confió la cartera Educación y Cultura. Desempeñó el cargo de ministra hasta 1999, cuando fue sucedida por Mariano Rajoy.
Durante su mandato al frente del Ministerio de Educación, presentó en 1997 un proyecto de reforma de la educación secundaria, el denominado «Plan de Mejora de la Enseñanza de las Humanidades en el Sistema Educativo Español», que pretendía aumentar el nivel de uniformización del currículo en Humanidades, y que suscitó el rechazo frontal de los representantes de los nacionalismos catalán, vasco, gallego y canario; el plan fue finalmente rechazado en el Congreso el 16 de diciembre.
En febrero de 1999, fue propuesta por el Grupo Parlamentario Popular en el Senado —el grupo mayoritario en la cámara alta— para el cargo de presidenta del Senado. Elegida, se convirtió en la primera mujer en desempeñar el puesto. En marzo de 2000 repitió como presidenta en un segundo mandato. Renunció a su escaño para concurrir como cabeza de lista del PP en las elecciones a la Asamblea de Madrid de mayo de 2003 y fue sustituida por Juan José Lucas en la presidencia de la cámara.

### El tamayazo
Celebradas las elecciones autonómicas el 25 de mayo de 2003, el Partido Popular fue el partido más votado pero quedó a un escaño de la mayoría absoluta. El PP se quedó con el 46,67 % de los votos en la Comunidad de Madrid (55 diputados) y a un escaño de los sumados por el Partido Socialista Obrero Español-Federación Socialista Madrileña (39,99 %, 47 escaños) e Izquierda Unida (7,68 %, nueve escaños).

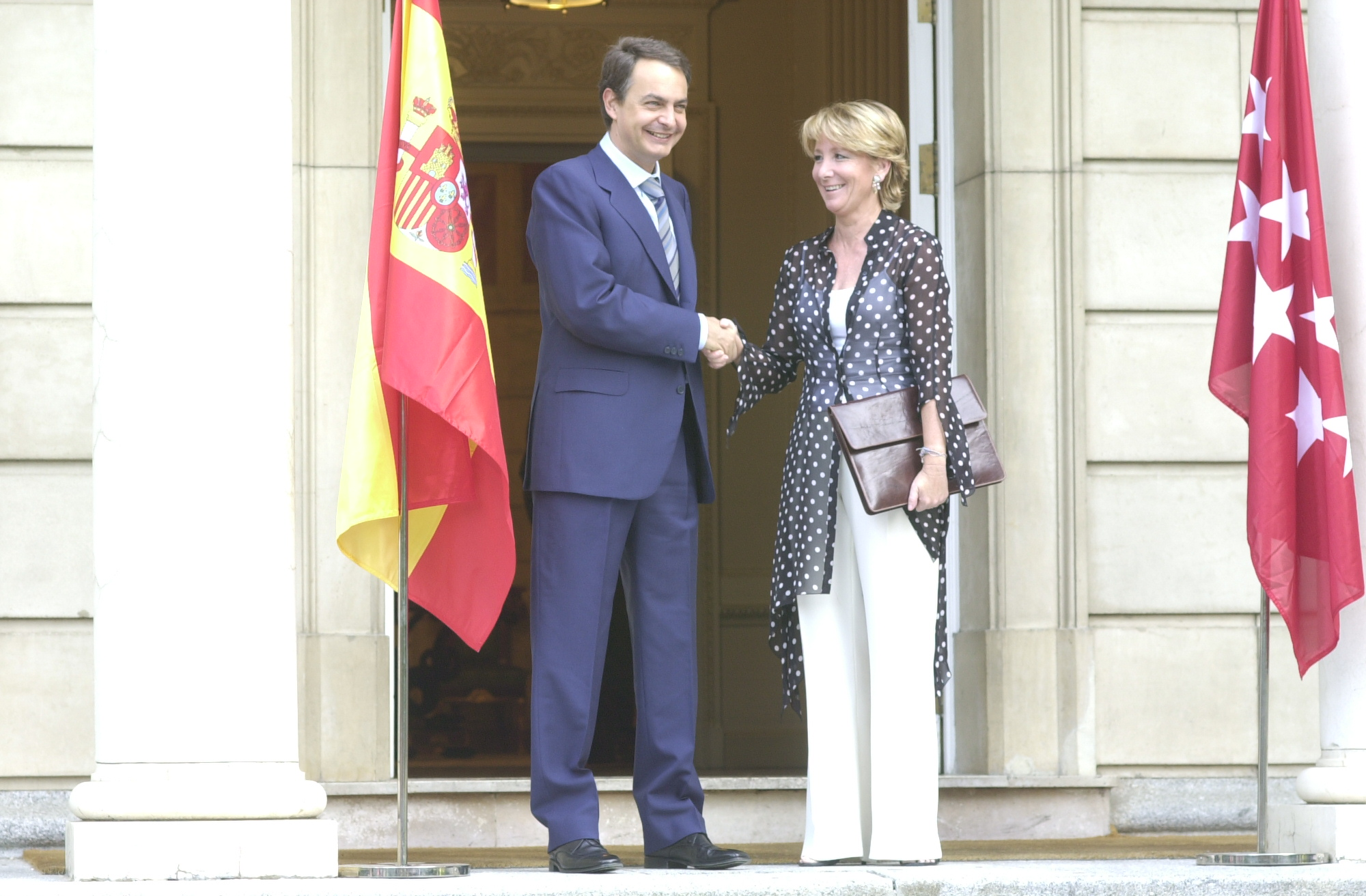
Fotografiada junto con José Luis Rodríguez Zapatero en una visita a La Moncla en julio de 2004

Sin embargo, la elección de un gobierno bipartito de izquierdas no se consumó debido al abandono de su militancia en el partido socialista, por parte de Eduardo Tamayo y María Teresa Sáez, que pasaron al grupo mixto sin apoyar a ningún candidato. Ambos diputados alegaron el incumplimiento de acuerdos previos a las elecciones del Grupo Socialista con Izquierda Unida y las excesivas exigencias (consejerías) que este último grupo pedía, dentro de una crisis en la Federación Socialista Madrileña. Este cambio en su posición generó una gran polémica y se conoció popularmente como el caso “Tamayo” o “Tamayazo”.
Mariano Fernández Bermejo, quien fue ministro de Justicia del Gobierno de José Luis Rodríguez Zapatero, declaró durante la campaña electoral de 2007 que la investigación judicial respecto al caso fue bloqueada por el fiscal general del Estado Jesús Cardenal, nombrado por el gobierno de José María Aznar, sin que se retomase tras la ascensión del PSOE al poder.
En la comisión de investigación abierta en el parlamento madrileño se descubrió que los tránsfugas habían llamado desde su escaño a un conocido abogado del Partido Popular para concertar sus movimientos, que las habitaciones de hotel en las que se refugiaron, protegidos por guardaespaldas colaboradores habituales de Intereconomía, fueron pagadas por dos conocidos militantes y constructores del PP, Francisco Bravo y Francisco Vázquez, y que se habían reunido con el responsable de las finanzas del Partido Popular en la comunidad, Ricardo Romero de Tejada. Se descubrió adicionalmente que otro empresario urbanístico simulaba tener contratado a Romero de Tejada en una tienda de fotocopias de su propiedad. Los dos constructores implicados obtuvieron poco después una recalificación de sus terrenos del municipio de Villaviciosa de Odón que permitió aumentar su edificabilidad.
La comisión de investigación fue suspendida con los votos del Partido Popular.[cita requerida]

### Presidencia de la Comunidad de Madrid
En octubre de 2003, tras el caso de transfuguismo de Tamayo y Sáez, y ante la imposibilidad de formar un gobierno con mayoría absoluta, Esperanza Aguirre, a petición propia, disuelve la asamblea de la Comunidad y convoca nuevas elecciones autonómicas en Madrid. En esta segunda convocatoria el PP obtiene mayoría absoluta. Esperanza Aguirre es elegida presidenta de la comunidad autónoma de Madrid, siendo la segunda mujer en conseguir una presidencia de comunidad en España tras María Antonia Martínez que había presidido la Región de Murcia en los años 1990, y la primera mujer en ostentar el cargo de presidenta de la Comunidad de Madrid.

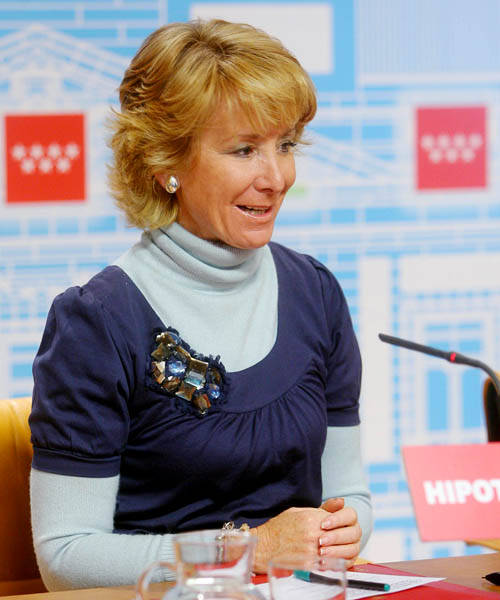
Esperanza Aguirre en 2008

En 2004 la reina Isabel II del Reino Unido le concedió el título de dama comandante del Imperio británico.
El 1 de diciembre de 2005 sufrió un accidente de helicóptero en la plaza de toros de Móstoles, junto con el líder de su partido, Mariano Rajoy, del que salieron ilesos.
Tras las elecciones autonómicas celebradas el 27 de mayo de 2007, Esperanza Aguirre fue reelegida presidenta de la Comunidad de Madrid. La lista encabezada por Aguirre obtuvo el mayor porcentaje de votos en unas elecciones autonómicas en Madrid. Con una ventaja de veinte puntos por encima del Partido Socialista, el Partido Popular ganó las elecciones con un total de 67 actas de diputado, provocando una catarata de dimisiones al más alto nivel en el seno del Partido Socialista de Madrid (PSM).

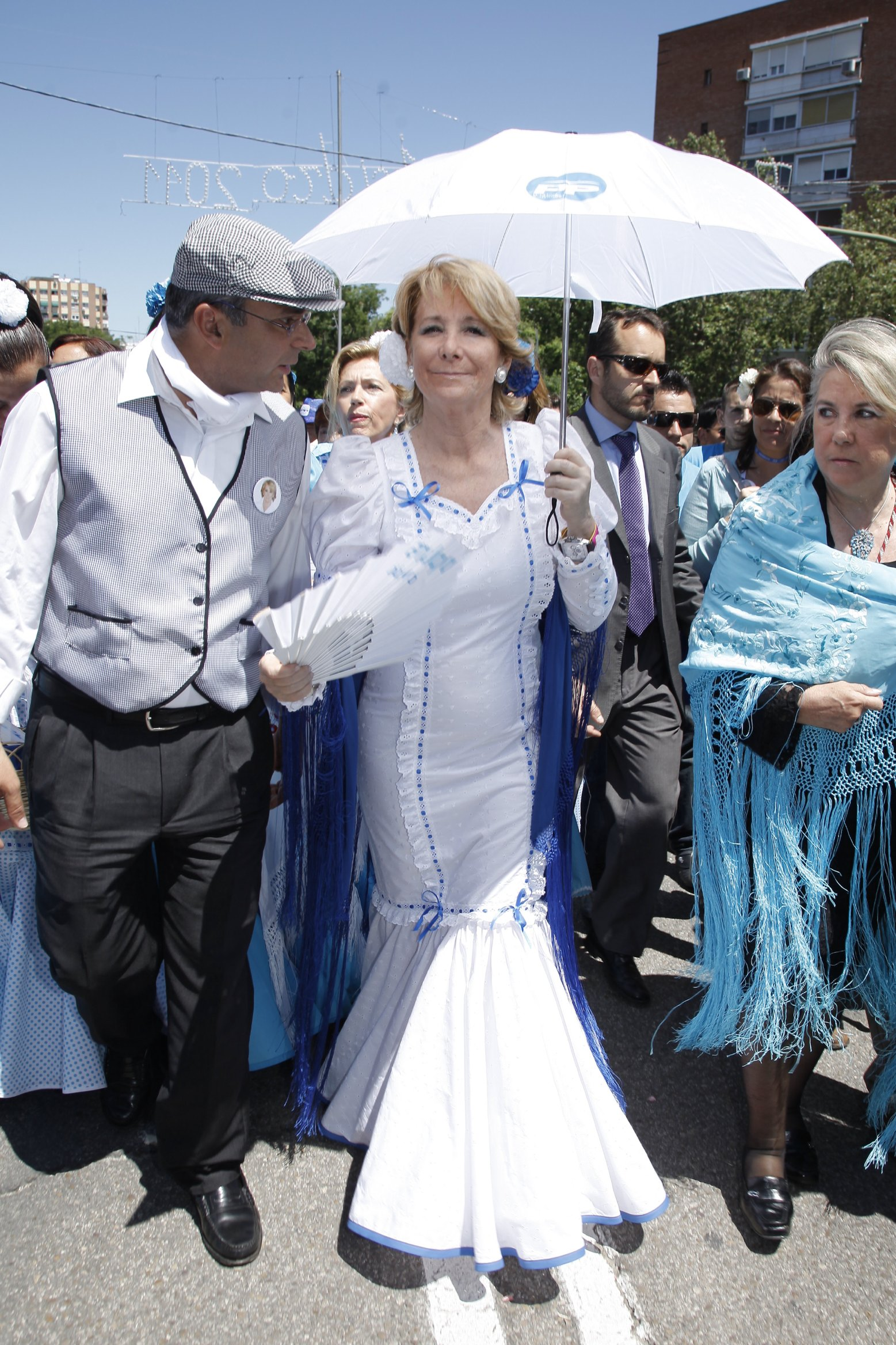
Esperanza Aguirre vestida de chulapa en las fiestas de San Isidro, durante la campaña electoral de 2011.

En 2010 Aguirre criticó al Gobierno de España por la falta de inversión en la comunidad autónoma.
En las elecciones autonómicas celebradas el 22 de mayo de 2011, la lista del Partido Popular ganó las elecciones y la candidatura encabezada por Esperanza Aguirre logró su tercera mayoría absoluta. La Presidenta aumentó su representación parlamentaria con 72 escaños (siete más de los necesarios) en una asamblea de 129 diputados y batió de forma inapelable a su rival socialista Tomás Gómez en todas las zonas geográficas de la región, que solo consiguió la mitad de votos y de escaños que el PP. La tercera fuerza fue Izquierda Unida que aumentó su representación hasta los 13 diputados, y UPyD entró en la cámara regional en su primera participación, superando el 5 % de los votos necesarios y logrando ocho escaños. Aguirre fue elegida presidenta de la Comunidad de Madrid por tercera vez consecutiva.

##### Gestión como presidenta de la Comunidad de Madrid

###### Sanidad
Bajo su presidencia, la vacunación contra el neumococo dejó de ser gratuita, así como las terapias para dejar de fumar, y se restringieron los requisitos para acceder gratuitamente a intervenciones de cambio de sexo, equiparando los servicios básicos de Madrid con el resto de España. La consejería de salud estimó el ahorro por estas medidas en 8 500 000 euros. El sindicato Comisiones Obreras criticó la disminución de las partidas presupuestarias dedicadas al sector público en general y el fuerte aumento de las dedicadas al sector privado (educación, sanidad, servicios sociales).
En su momento, se comentó que su estrategia de incumplimiento de la ley antitabaco podría haber sido calificada como rebeldía frente al Gobierno central de España.
La oposición regional y el gobierno de la nación, ambos de signo socialista, pusieron en duda tales cifras ya que, según ellos, las listas de espera se redujeron por una trampa contable, al contar solo los días desde que se da fecha concreta para la operación y al aplicar un sistema propio y no homologado para contabilizar los pacientes en lista de espera, que excluye a numerosas personas del cómputo total e impide comparaciones con otras comunidades autónomas.
Denunciaron igualmente el proceso de privatización de la Sanidad madrileña, por haber sido entregada la gestión de cuatro hospitales públicos y de los centros de salud del área sanitaria 14 de Madrid a la empresa privada Capio Sanidad, y la gestión de otros siete hospitales a empresas constructoras españolas. Tras seis años de gobierno la sanidad madrileña seguía siendo pública, universal y gratuita, pero desde diversos ámbitos se denuncia un deterioro progresivo de las prestaciones sanitarias públicas.
Los críticos de la construcción de hospitales de propiedad privada alquilados posteriormente por la Comunidad de Madrid señalan su alto coste y la desequilibrada relación entre el coste de construcción y el de alquiler de las instalaciones. Así, la construcción del Hospital de Torrejón costó 139 millones de euros, como afirma la empresa constructora y se adjudicó por un alquiler total por 30 años de ocupación de 2100 millones de euros.
Los profesionales de sanidad de la Comunidad de Madrid, por su parte, señalan que la apertura de nuevos hospitales de construcción privada no enriquece el sistema, ya que conlleva el cierre de otras instalaciones en uso, como los ambulatorios de Aranjuez, Arganda o Alcobendas. Según algunas fuentes del sector, los nueve nuevos hospitales aportan al sistema tan solo 700 camas a un coste extremadamente alto.
Muy comentada fue su costumbre de inaugurar por motivos electorales hospitales sin terminar, llegando a alquilar y a trasladar máquinas y personal de otras instalaciones para que fingieran trabajar en ellas mientras los periodistas asistían a la inauguración.
El 26 de noviembre de 2008 se encontraba en el vestíbulo del Hotel Oberoi (Bombay) cuando se produjeron una serie de atentados en la ciudad india. Un ataque con pistolas y granadas se produjo en el interior del mismo hotel.

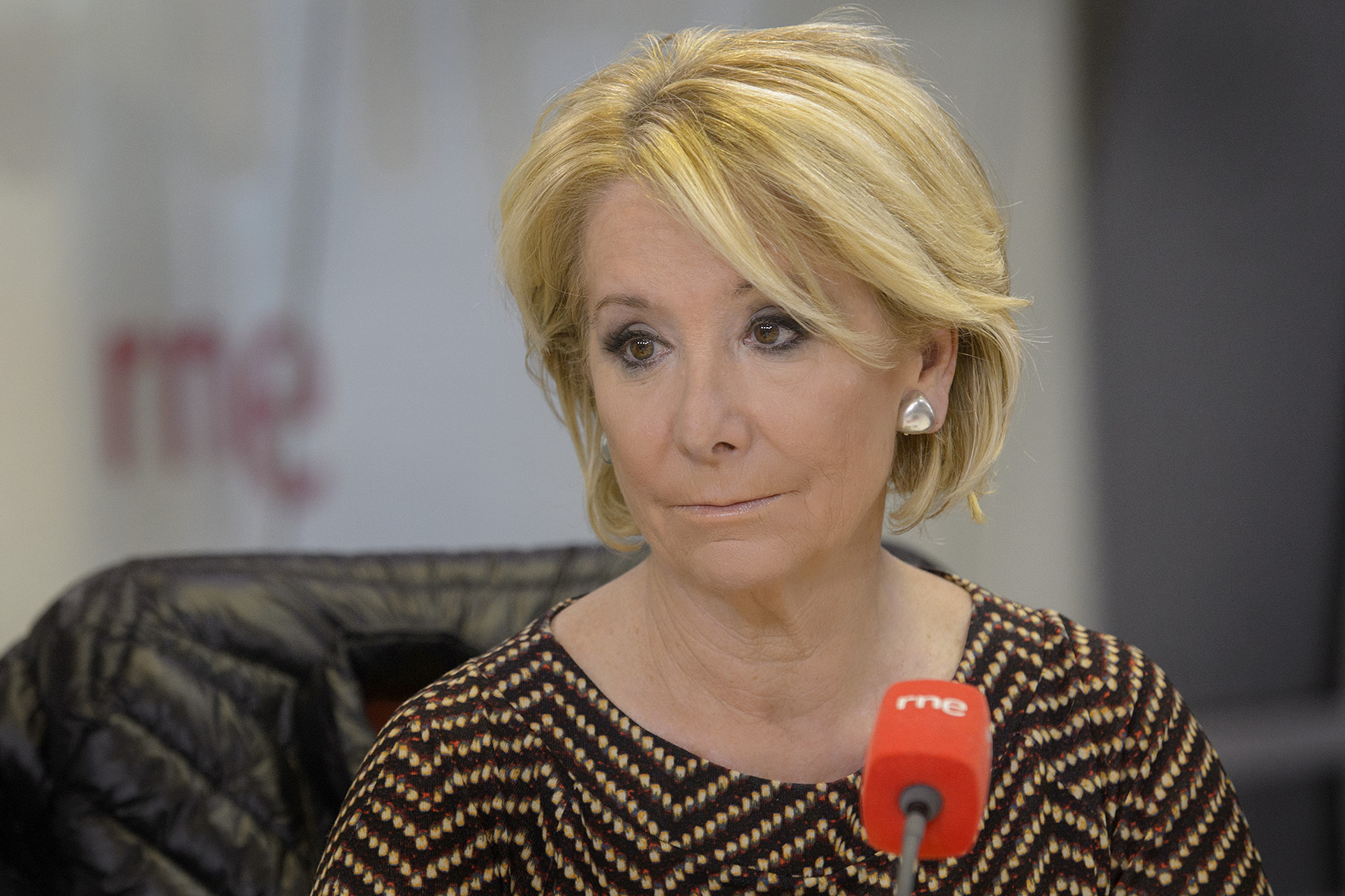
Esperanza Aguirre en 2013.

El día 17 de septiembre de 2012, Esperanza Aguirre anunció su dimisión tras veintinueve años dedicados a la política, anunciándolo en una rueda de prensa sorpresa convocada a las 14:00 horas. Aguirre asocia su dimisión a una enfermedad grave que sufrió anteriormente y a acontecimientos personales que han ocurrido en estos años. Su sucesor como presidente en funciones de la Comunidad, fue su vicepresidente, Ignacio González González, que posteriormente fue elegido para el cargo por la Asamblea.
El 18 de septiembre presentó formalmente su renuncia ante el presidente de la Asamblea de Madrid. Tanto al acta de diputada como al cargo de presidente. Un día después, la Mesa de la Asamblea acordó comunicar a la Junta Electoral Central su renuncia como diputada para que fuera sustituida. El escaño vacante fue ocupado por María Teresa Gómez-Limón Amador.
Finalmente, el Boletín Oficial del Estado del 27 de septiembre publicó el real decreto declarando su cese como presidenta de la Comunidad de Madrid.

### Actividad tras la dimisión como presidenta regional

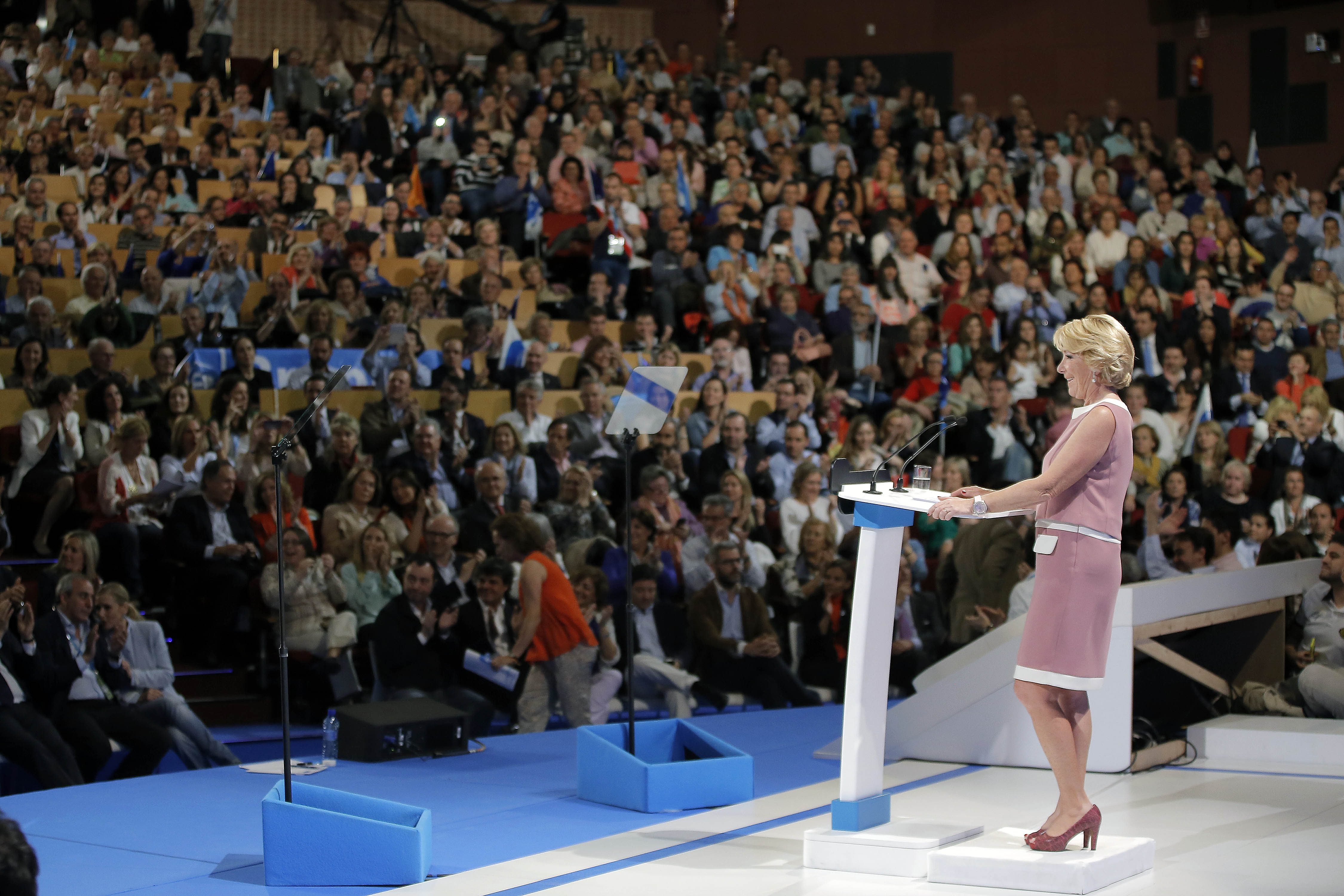
Aguirre, durante el acto de cierre de campaña del PP para las elecciones al Parlamento Europeo de mayo de 2014.

El 18 de octubre de 2012 Esperanza Aguirre se reincorporó como funcionaria al Ministerio de Industria, Comercio y Turismo en calidad de asesora —nombrada por libre designación— de la Secretaría de Estado de Turismo. Hasta el año 2016 conservó el cargo de presidenta del Partido Popular de Madrid.
En enero de 2013 fue contratada como consejera de Seeliger y Conde, una empresa catalana de recursos humanos especializada en la selección de directivos. Una filtración de su declaración de la renta reveló que ese año 2013 percibió 369 000 euros por sus servicios a dicha empresa de cazatalentos, lo que fue denunciado por Aguirre ante la Fiscalía por posible revelación de secretos.
En octubre de 2014 compareciendo como presidenta del PP en Madrid, se disculpó por haber confiado en su día en quien fuera su número dos, Francisco Granados, tras ser detenido este junto a otras 50 personas por corrupción en la Operación Púnica. Concretamente las palabras que pronunció fueron «si hubiera tenido la sospecha más mínima, habría actuado con prontitud».

### Segunda etapa en la política municipal

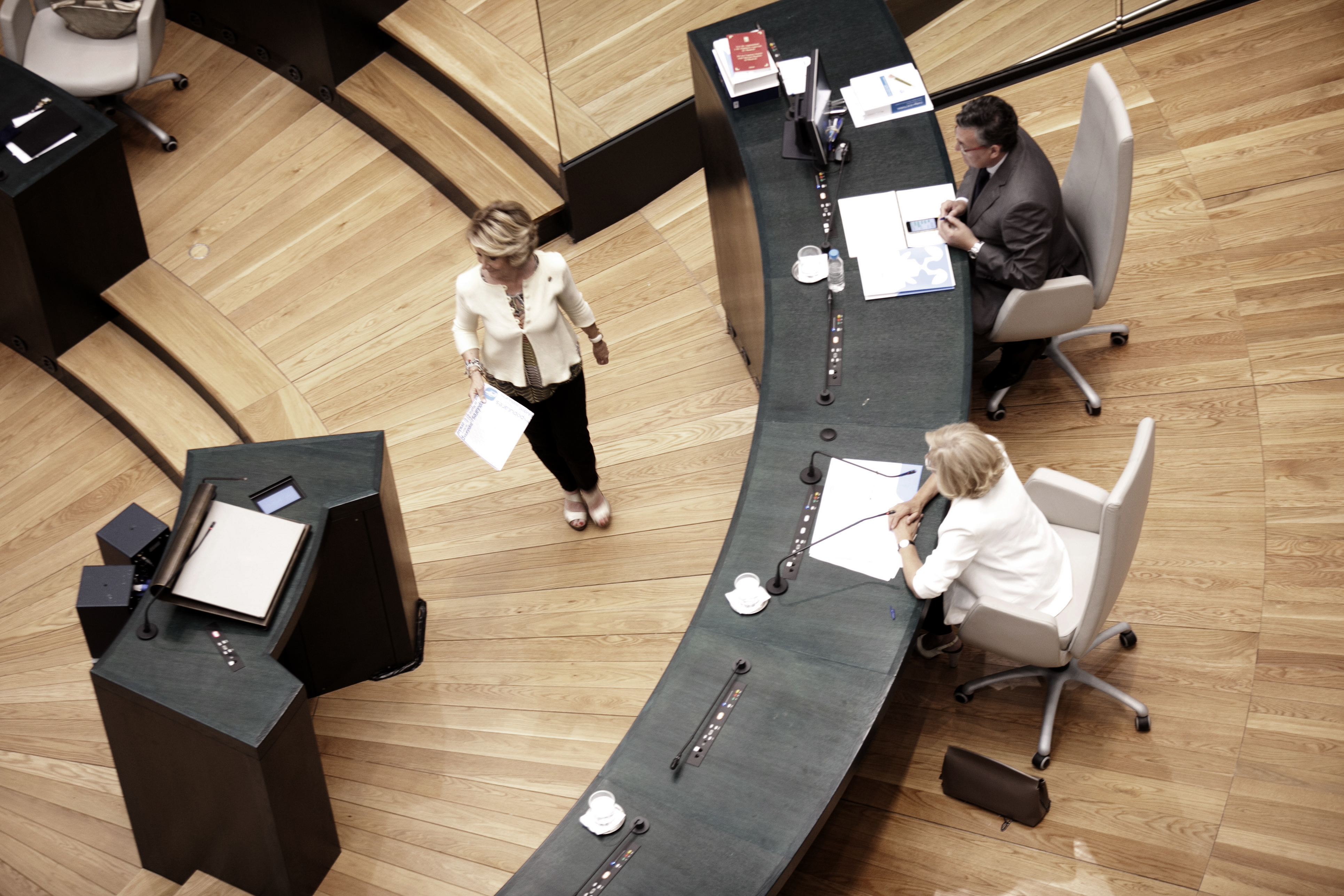
Aguirre fotografiada el 13 de junio de 2015, durante la sesión de constitución de la nueva corporación municipal en la que fue investida como alcaldesa Manuela Carmena.

En marzo de 2015 fue seleccionada por Mariano Rajoy, presidente del PP, como aspirante del partido a la alcaldía de Madrid en relación con las elecciones municipales de 2015. La lista del PP encabezada por Aguirre obtuvo una mayoría simple de 21 concejales, 10 menos que en las elecciones de 2011. La candidatura del PP fue seguida de cerca por la de la candidatura de Ahora Madrid, que obtuvo 20 concejales. Dicho resultado electoral, insuficiente para gobernar en solitario, condujo a Aguirre a plantear un frente común PP-PSOE-Ciudadanos en el Ayuntamiento de Madrid para evitar que Ahora Madrid se hiciera con la alcaldía, no descartando ofrecer esta última a Antonio Miguel Carmona, cabeza de lista del PSOE. Finalmente, Ahora Madrid y PSOE alcanzaron un acuerdo, tras el cual Manuela Carmena, cabeza de lista de Ahora Madrid, fue investida alcaldesa. En agosto de 2015, Aguirre propuso de nuevo un pacto PP-PSOE-Ciudadanos para desalojar a Carmena de la alcaldía, esta vez sugiriendo como alcaldesa a Begoña Villacís y haciendo referencia a que no haría falta el apoyo de todo el grupo socialista, que solo con Carmona bastaría; Carmona volvió a rechazar la oferta.
El 14 de febrero de 2016, a raíz de los nuevos casos de financiación ilegal en el Partido Popular de la Comunidad de Madrid, dimitió como presidenta de la organización.
El 24 de abril de 2017 presentó su dimisión como concejal del Ayuntamiento de Madrid y de todos sus cargos públicos tras el ingreso en prisión de su mano derecha Ignacio González González a causa de su implicación en el escándalo de desvío de fondos públicos en la Operación Lezo. Fue sucedida en la portavocía del grupo municipal del PP por José Luis Martínez-Almeida.

### Actividad posterior
Tras su jubilación, pasó a dividir su tiempo entre la dedicación a sus seis nietos y su afición al golf. Después de una solicitud cursada por la Fiscalía Anticorrupción de la Audiencia Nacional en agosto de 2019, el juez de la Audiencia Nacional Manuel García-Castellón determinó el 2 de septiembre de 2019 la imputación de Aguirre (junto a la de Cristina Cifuentes) en una pieza del macrosumario del caso Púnica por presuntos delitos de financiación ilícita, desvío de dinero público y falsedad documental y la citó a declarar en octubre, destacando en su auto el papel «decisivo y esencial» que supuestamente habría tenido Aguirre en la financiación ilegal de las campañas electorales del PP, para las que se sustrajeron más de seis millones de euros de 8 consejerías y agencias de la Comunidad de Madrid.
Aguirre, que al igual que su marido, dio positivo de COVID-19 en marzo de 2020 durante la pandemia de coronavirus, fue ingresada en el Hospital Fundación Jiménez Díaz el 19 de marzo de 2020. Fue dada de alta cuatro días más tarde.

## Críticas y polémicas

### Aguirre y Gallardón

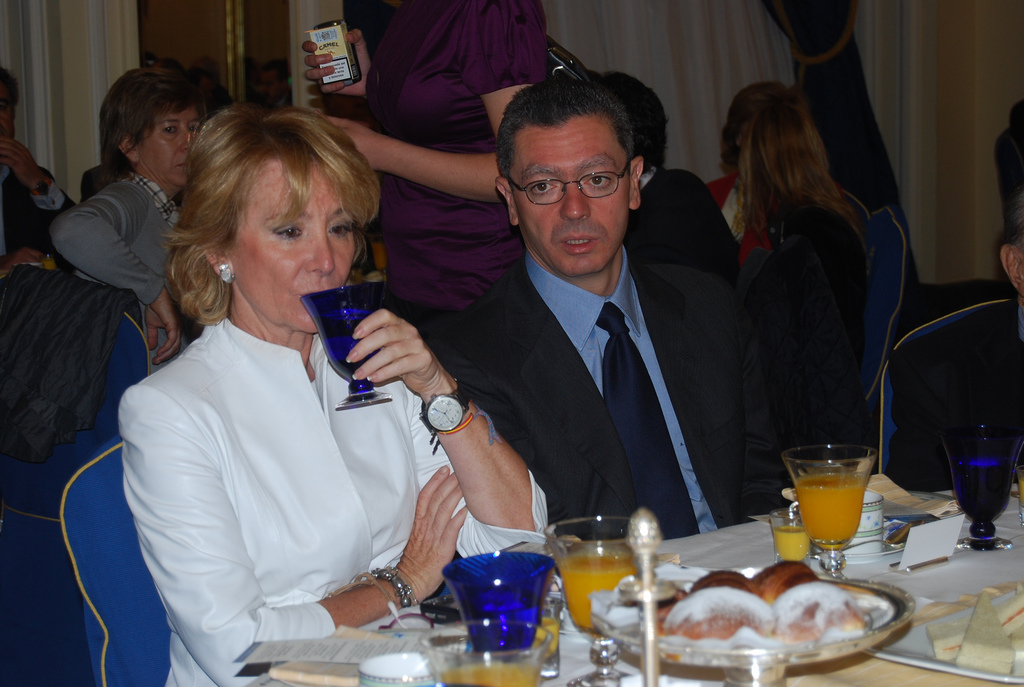
Esperanza Aguirre y Gallardón en el Foro de Nueva Economía (junio de 2008).

En 2004 Esperanza Aguirre se enfrentó en las urnas con el vicealcalde de Madrid, Manuel Cobo, candidato propuesto y apoyado por Alberto Ruiz-Gallardón en la votación por llegar a ser la presidenta del Partido Popular de Madrid en sustitución de Pío García-Escudero. La votación tuvo como resultado una incontestable victoria de Aguirre sobre el vicealcalde.
La polémica creada en torno a su denuncia por la presunta detención ilegal de dos militantes del PP provocó la dimisión del delegado del Gobierno en Madrid, Constantino Méndez, tras la primera sentencia judicial del “Caso Bono”. Sin embargo, posteriormente todos los acusados fueron exculpados.
Fue muy sonada su disputa con Gallardón por llegar a ser diputada en las Elecciones Generales de 2008 que se celebraron en el mes de marzo. Gallardón había expresado públicamente el verano anterior sus aspiraciones para ser diputado en la próxima legislatura compatibilizando el cargo con la alcaldía de Madrid. Esperanza Aguirre le transmitió al secretario general del partido, Ángel Acebes, su deseo de ir ella también en las listas y en un puesto superior al de Gallardón, llegando a amenazar con dejar la Presidencia de la Comunidad de Madrid si él iba y ella no. Finalmente, a siete semanas de las elecciones Rajoy reunió a ambos en Génova y les anunció que finalmente ninguno iría en las listas.

### Telemadrid
El director y presentador del informativo nocturno de Telemadrid, Germán Yanke, abandonó su puesto en 2006, tras cuestionar a la propia presidenta de una manera excesivamente incómoda para ella en una entrevista emitida en su programa, alegando una «intromisión por motivos políticos en su trabajo». La presidenta lo acusó en directo de esgrimir lo que ella denominó «argumentos del enemigo».
A finales de 2006, los trabajadores de la televisión autonómica pública Telemadrid crearon la plataforma Salvemos Telemadrid a iniciativa del Comité de Empresa y con el apoyo del Comité Sindical y de UGT, CGT y CC.OO. En palabras del presidente del Comité de Empresa, la plataforma nació para sacar a la luz el problema laboral que vive el Ente público, y la manipulación que la dirección ejerce continuamente sobre los servicios informativos que están volcados a favor de los intereses del Gobierno de Esperanza Aguirre. Diecisiete años más tarde, se siguen denunciando casos de censura y manipulación informativa.

### Espionaje
El gobierno de Aguirre se ha visto envuelto en investigaciones y acusaciones en torno a casos de espionaje presuntamente realizado por empleados de seguridad de la Comunidad de Madrid sobre miembros del mismo gobierno, el vicealcalde de Madrid, Manuel Cobo y el exvicepresidente y exconsejero regional Alfredo Prada, acusaciones publicadas en El País. La Audiencia Provincial abrió diligencias por malversación de caudales públicos, ya que en sí mismo, «seguir a una persona no constituye infracción penal alguna». El 15 de julio de 2010, el juzgado de instrucción n.º 5 de Madrid sobreseyó el caso, al considerar que no podía comprobarse si habían usado o no medios públicos para los seguimientos. El caso fue reabierto en marzo de 2011 por la Audiencia Provincial de Madrid, al considerar que existían «indicios suficientes de la comisión de delito».

### Caso Gürtel
El Partido Popular se ha visto implicado también en el Caso Gürtel, escándalo que afecta a municipios de Valencia y de la Comunidad de Madrid, como Majadahonda, Arganda del Rey, Pozuelo de Alarcón y Boadilla del Monte, donde gobernaban alcaldes del Partido Popular. Según la investigación judicial, esos alcaldes presuntamente adjudicaron contratos de decenas de millones de euros a la red de Francisco Correa y a sus empresas afines a cambio de comisiones ilegales. El principal imputado en la trama, Alberto López Viejo, colaboraba con Esperanza Aguirre ya en el Ayuntamiento de Madrid, desde donde la presidenta se lo llevó al gobierno de la Comunidad, nombrándolo viceconsejero de presidencia y consejero de deportes. Esperanza Aguirre, entonces presidenta de la Comunidad de Madrid, destituyó al consejero de Deportes, Alberto López Viejo, y aceptó la dimisión de Guillermo Ortega, exalcalde de Majadahonda, por estar ambos presuntamente relacionados con empresas investigadas.[cita requerida]

### Financiación ilegal
El diario Público reveló que Esperanza Aguirre había financiado de forma irregular su campaña electoral del 2003 y 2004, conocidas como las del “tamayazo”, con donaciones de empresarios que contrataban con el gobierno del PP y a los que su gobierno posteriormente adjudicaría más de 200 contratos, la mayoría de forma directa. Lo hicieron mediante donaciones a una fundación fantasma, Fundescam, de la que ella era presidenta, y que se encontraba en una situación irregular, ya que nunca había presentado sus cuentas.
En 2012, la Agencia Estatal de Administración Tributaria presentó un informe ante el juez de la Audiencia Nacional en el que según sus investigaciones se aportaban pruebas de una posible financiación ilegal, y de la existencia de facturas falsas extendidas por empresas de la trama Gurtel a la fundación Fundescam por servicios prestados al partido en las campañas. La Fiscalía Anticorrupción no continuó la investigación al estar ya prescrito el presunto delito.

### Jesús Neira
Aguirre promovió el nombramiento de Jesús Neira Rodríguez como presidente del Consejo Asesor del Observatorio contra la Violencia de Género de la Comunidad de Madrid. Fue un personaje polémico, objeto de críticas por algunas airadas manifestaciones contra el PSOE y contra la Constitución Española de 1978. y por haber sido detenido y condenado por conducir ebrio en la autovía M-40 de Madrid. Tras estos hechos, algunos dirigentes del PP pidieron a Neira que dimitiera, y tras negarse este a dimitir, Aguirre no lo destituyó sino que decidió suprimir el organismo que presidía.

### Servicios mínimos durante las huelgas
El Tribunal Superior de Justicia de Madrid dictaminó varias sentencias en contra de la Comunidad de Madrid por los decretos que fijan los servicios mínimos en las huelgas, declarando que el gobierno de Esperanza Aguirre vulnera el derecho constitucional de huelga. Fueron declarados inconstitucionales los servicios mínimos impuestos durante la huelga general del 29 de septiembre de 2010, la huelga de los trabajadores de Metro de Madrid de 29 y 30 de junio de 2010, y la de los trabajadores del Instituto Madrileño del Deporte.
Por otro lado, tanto el Juzgado de lo Social número 16 de Madrid, como posteriormente el Tribunal Superior de Justicia de Madrid y el Tribunal Supremo, declararon ilegal la huelga de Metro de 2010 en la que se incumplieron los servicios mínimos, aludiendo a la "desproporción y extralimitación en el ejercicio del derecho fundamental a la huelga" y considerando que los huelguistas causaron un "indiscutible perjuicio a los potenciales viajeros, a quienes se privó de forma absoluta, no proporcional o aminorada, de poder desplazarse a sus diferentes destinos".

### Negocios familiares urbanísticos
La revista Interviú publicó un artículo en 2003 denunciando el enriquecimiento de la familia política de Esperanza Aguirre por la recalificación y venta de sus terrenos para urbanizar la Ciudad Valdeluz, y que el entonces ministro de Fomento del gobierno del Partido Popular creara allí un apeadero del AVE, Guadalajara-Yebes, en vez de situarlo en Guadalajara a 13 km de distancia. Esperanza Aguirre respondió que ni ella ni su familia tenían terrenos en Yebes, y que el competente para la recalificación de los terrenos era José Bono, entonces presidente de la Comunidad autónoma de Castilla-La Mancha y que el dueño de Reyal, principal promotora de Ciudad Valdeluz, es el promotor y hotelero Rafael Santamaría, amigo de José Bono.
En Villanueva de la Cañada los tíos maternos de Esperanza Aguirre ganan dos millones de euros en seis años por una recalificación de terrenos en Villanueva de la Cañada ordenada por Enrique Porto director general de urbanismo, nombrado por Aguirre. Compran 24 326 m² de terrenos no urbanizables en el año 2000 por 419 995 euros, al 50 % con otra empresa, y los venden en 2006 por 4,6 millones de euros. Enrique Porto dimitió en 2006 por haberse lucrado él mismo tras esta misma recalificación, vendiendo por 4,3 millones de euros terrenos por los que había pagado 87 000 euros en 1999. Pero Esperanza Aguirre no asumió ninguna responsabilidad política por el enriquecimiento de sus familiares.
En Tres Cantos compran terrenos por 3,1 millones de euros en 2001 y en 2004 los venden por 11,2 millones de euros, ganando ocho millones de euros.
Se construye el AVE Madrid-Guadalajara-Gerona, y no para en el centro de Guadalajara ciudad, sino a 8 km en unos terrenos que pertenecen a la empresa El Arverjal SL, sociedad de Teresa Micaela Valdés Ozores e hijos, tía y primos del marido de la entonces ministra de Educación Esperanza Aguirre. Estos terrenos se urbanizan llamándose Ciudad Valdeluz con 9500 viviendas proyectadas. Esta estación de AVE en 2013 recibía tan solo 70 viajeros al día.

### Huida durante multa de tráfico
El 3 de abril de 2014, Esperanza Aguirre protagonizó un incidente con agentes de movilidad de Madrid, tras aparcar irregularmente en un carril bus de la Gran Vía para sacar dinero de un cajero automático. Esto derivó, según el parte oficial, en la imposición de una multa y la posterior huida de Aguirre en su vehículo, en la cual derribó con su coche una motocicleta estacionada de uno de los agentes, según ella de forma totalmente involuntaria. Los agentes, junto con un vehículo de la Policía Municipal, persiguieron a Aguirre hasta su domicilio. Aguirre adujo en su defensa que los agentes intentaban retenerla para conseguir que alguien obtuviera una foto de ella y recriminó el supuesto «machismo» y «prepotencia» de los agentes, además de alegar que estaba retenida ilegalmente.
Posteriormente reconoció que fue un error mediante su cuenta de Twitter, donde expresó su arrepentimiento.[cita requerida]

### Contratos de imagen pública ilegales de la Púnica
Según un informe de la Unidad Central Operativa (UCO) de la Guardia Civil presentado al juzgado que investiga el Caso Púnica, entre 120 000 y 140 000 euros de dinero público fueron ilegalmente dedicados a trabajos de reputación en línea de altos cargos de la Comunidad de Madrid, especialmente Esperanza Aguirre e Ignacio González, y también para mejorar la imagen pública de Borja Sarasola, Salvador Victoria y José Manuel Berzal.
Según la Guardia Civil, Isabel Gallego, directora general de Medios de Aguirre, era la interlocutora con la Púnica en nombre de la presidenta. Para Ignacio González, las funciones de contacto las realizaba Isabel Díaz Ayuso, entonces vicesecretaria de Comunicación del PP y en la actualidad es presidenta de la Comunidad de Madrid.
Los trabajos incluían medidas proactivas de “posicionamiento online de las noticias relativas a su persona, creación de espacios web, contrarrestar noticias negativas o creación de perfiles falsos para influir en campañas en redes sociales. El informe recoge emails en los que hablan de trabajos concretos como: “contra el boicot que se difundía en la red para la inauguración del curso en la UAM en las que se anunciaba la presencia de Esperanza Aguirre”; o como usaron perfiles falsos en Twitter, para contrarrestar un Trending Topic “porque le han lanzado un ‘tupper’ durante la inauguración del curso escolar”; o la difusión masiva de noticias en las que Mario Vargas Llosa alababa a la entonces presidenta de la Comunidad de Madrid.
En el marco de la instrucción del caso Púnica, uno de los principales investigados, Francisco Granados, declaró ante el juez el 12 de febrero de 2018 descargando la responsabilidad en terceras personas entre las que, según su versión, se hallaba la expresidenta madrileña.

### LaCondesa de Sobornos: venta de un goya sobrevenido
Según el polémico cuñado de Esperanza Aguirre, Iñigo Ramírez de Haro, autor de Me cago en Dios (obra de teatro), en su breve ensayo La condesa de Sobornos, el empresario Juan Miguel Villar Mir habría recurrido a la compra de un retrato de Valentín Belvis de Moncada y Pizarro, falsamente atribuido a Francisco de Goya, para agradecer las gestiones de Esperanza Aguirre en la llamada operación Canalejas. La operación contaría con la complicidad de una experta sobre el pintor aragonés que se avino a acreditar que el retrato era, realmente, de Francisco de Goya, a pesar de la negativa opinión anterior de todos los especialistas. De esa forma podía Villar Mir pagar a Aguirre una millonaria comisión, recurriendo al ingenioso medio de una compraventa legal en que ambas partes sabían que el objeto de la compra no era auténtico pero, claro está, ninguna iba a denunciar el fraude. La compraventa se hacía al marido de Esperanza Aguirre, el XVI conde de Bornos, Fernando Ramírez de Haro Valdés, hermano del autor denunciante, Iñigo. Así, la gigantesca mordida quedaba simulada en una conmpraventa legal. Posteriormente, el mismo autor en su obra La mala sangre, modificó la versión dada en La condesa de Sobornos. Ya no se atrevía a hablar de la falsa atribución a Francisco de Goya del retrato, sino que se limitó a reflejar lo que todos los medios recogieron, que Fernando Ramírez de Haro, había vendido el goya sobrevenido a Villar Mir, sin informar al Estado de su derecho de tanteo, sin dar a los hermanos su parte y sin declarar los impuestos correspondientes. La primera versión de Iñigo Ramírez de Haro queda avalada por el hecho de que cinco millones de euros por un goya autentificado está muy por debajo de su posible valor de mercado. Las denuncias judiciales de Iñigo Ramírez de Haro han sido archivadas, por ahora, por los tribunales de justicia.

### Declaraciones polémicas
Esperanza Aguirre cometió algunos famosos errores en discursos, como el gazapo que cometió al inaugurar un colegio bautizado como “Dulce Chacón” en Fuenlabrada. Esperanza Aguirre le preguntó a su madre «¿Qué tal Dulce? Está en Cuba, ¿no?» cuando ya hacía varios años del fallecimiento de la escritora (probablemente la confundió con Dulce María Loynaz, fallecida a su vez hacía un año).
Sus diferencias con Alberto Ruiz-Gallardón se han hecho públicas, sobre todo a raíz de la última biografía publicada sobre Esperanza Aguirre, en la que cuenta que el alcalde sabía de antemano que Tamayo y Sáez iban a convertirse en tránsfugas.
Durante la Marea Verde ha realizado algunas declaraciones que han generado polémica, habiendo rectificado públicamente algunas de ellas:
- El 1 de septiembre de 2011 dijo refiriéndose a los funcionarios docentes «20 horas son en general menos de las que trabajan el resto de los madrileños».[106][107] Mediante un tuit reconoció que no era cierto al día siguiente,[108] pero ante la indignación que causó en el colectivo docente[109] reconoció públicamente su error una semana más tarde.[110][111]

- El 29 de diciembre de 2011 dijo, refiriéndose a los funcionarios docentes, «un interino es como su nombre indica alguien que entró a dedo, que no preparó las oposiciones»,[112] lo cual es no solamente falso sino ilegal según legislación estatal[113] y autonómica.[114]

Sobre el movimiento 15-M, comparó a los indignados con los jacobinos de la Revolución francesa. Además, los calificó de «camorristas» y «pendencieros», añadiendo que «Bajo la apariencia de inocentes movilizaciones que se pretenden formas de democracia directa se esconde la deslegitimación de nuestro sistema representativo».
Durante la huelga general del 29 de marzo de 2012, en una entrevista en la radio, realizó unas declaraciones en las que opinaba sobre esa huelga y el sindicalismo «es una ideología totalmente fracasada la suya, y yo creo que llegará un momento en el que tendrán que reconocerlo, y el sindicalismo de este tipo como el que hemos visto hoy, es que se acaba, esto es como cuando el muro iba a caer, pues estos van a caer». Al día siguiente de la huelga general convocada el 29 de marzo de 2012 declaró: «Estos sindicatos caerán como el muro de Berlín».

## Posiciones e ideología
Esperanza Aguirre se autodefine como «liberal». Ha defendido posiciones económicas vinculadas al liberalismo clásico y a favor del libre mercado. Igualmente, se ha manifestado a favor de la legalización de las drogas y de la despenalización de la prostitución. En relación con el matrimonio de las parejas del mismo sexo, Aguirre no apoyó el recurso presentado por su partido en el Tribunal Constitucional por considerarlo inoportuno políticamente en aquel momento, pero afirmó que el matrimonio entre homosexuales tenía visos de inconstitucionalidad. Ha apoyado a las organizaciones «provida» en contra de la ley del aborto pidiendo que se aplique la ley anterior a la aprobada durante la legislatura de Zapatero.
Conocida por su anglofilia, ha manifestado su admiración por la figura de Margaret Thatcher. Según Jorge del Palacio, Aguirre aspiró a desarrollar una versión española de unión entre el conservadurismo y el liberalismo inspirado por Friedrich Hayek.

## Familia
El 1 de septiembre de 1974, Esperanza Aguirre contrajo matrimonio con Fernando Ramírez de Haro y Valdés, hijo de Ignacio Ramírez de Haro y Pérez de Guzmán, xv conde de Bornos, grande de España, y de Beatriz Valdés y Ozores, iv marquesa de Casa Valdés. Un año después de su boda, el 5 de noviembre de 1975, Fernando recibió, por cesión de su padre, el condado de Murillo, con grandeza de España. La promulgación en 2006 de la ley de igualdad de sexos en la sucesión de títulos nobiliarios hizo perder a Fernando su posición como heredero del condado de Bornos en favor de su hermana mayor, Beatriz Ramírez de Haro. No obstante, tras la muerte del conde de Bornos en 2010 se llegó a un acuerdo familiar que permitió mantener el orden sucesorio tradicional. Así, el 25 de febrero de 2013, Fernando sucedió el título paterno, y cedió el condado de Murillo en compensación a su hermana Beatriz, el 26 de abril. Los condes de Bornos tienen dos hijos, los cuales ostentan títulos nobiliarios por sendas cesiones de su abuelo:
- Fernando Ramírez de Haro y Aguirre, x marqués de Villanueva de Duero y grande de España. Nacido en Madrid el 28 de agosto de 1976, contrajo matrimonio en El Plantío, el 19 de julio de 2008, con Carolina de Oriol y Miranda,[132] cuarta de los cinco hijos de Felipe de Oriol y Díaz de Bustamante y María Luisa Miranda Barcón, y nieta de Antonio María de Oriol y Urquijo, que fuera ministro de Justicia durante el franquismo. Padre de dos hijos, Beatriz y Fernando.

- Álvaro Ramírez de Haro y Aguirre, xvi conde de Villariezo. Nació en Madrid el 4 de abril de 1980 y se casó en El Escorial, el 12 de junio de 2009,[133] con Astrid Thams y Labayen, hija de Christian H. Thams y de Laura de Labayen y Latorre, hija de los condes del Valle de Orizaba. Padre de un hijo, Beltrán.

|  |                                                     |  |  |  |  |  |  |  |  |  |  |  |  |  |  |  |
|  | 16. Agustín Aguirre y Ruiz                          |  |  |  |  |  |  |  |  |  |  |  |  |  |  |  |
|  |                                                     |  |  |  |  |  |  |  |  |  |  |  |  |  |  |  |
|  |                                                     |  |  |  |  |  |  |  |  |  |  |  |  |  |  |  |
|  | 8. Moisés Aguirre y Carbonell                       |  |  |  |  |  |  |  |  |  |  |  |  |  |  |  |
|  |                                                     |  |  |  |  |  |  |  |  |  |  |  |  |  |  |  |
|  |                                                     |  |  |  |  |  |  |  |  |  |  |  |  |  |  |  |
|  | 17. Manuela Carbonell y García                      |  |  |  |  |  |  |  |  |  |  |  |  |  |  |  |
|  |                                                     |  |  |  |  |  |  |  |  |  |  |  |  |  |  |  |
|  |                                                     |  |  |  |  |  |  |  |  |  |  |  |  |  |  |  |
|  | 4. José Luis Aguirre y Martos                       |  |  |  |  |  |  |  |  |  |  |  |  |  |  |  |
|  |                                                     |  |  |  |  |  |  |  |  |  |  |  |  |  |  |  |
|  |                                                     |  |  |  |  |  |  |  |  |  |  |  |  |  |  |  |
|  | 18. N. Martos y Giménez de Alba                     |  |  |  |  |  |  |  |  |  |  |  |  |  |  |  |
|  |                                                     |  |  |  |  |  |  |  |  |  |  |  |  |  |  |  |
|  |                                                     |  |  |  |  |  |  |  |  |  |  |  |  |  |  |  |
|  | 9. Mariana Martos y O'Neale                         |  |  |  |  |  |  |  |  |  |  |  |  |  |  |  |
|  |                                                     |  |  |  |  |  |  |  |  |  |  |  |  |  |  |  |
|  |                                                     |  |  |  |  |  |  |  |  |  |  |  |  |  |  |  |
|  | 19. Josefa O'Neale y Sedre                          |  |  |  |  |  |  |  |  |  |  |  |  |  |  |  |
|  |                                                     |  |  |  |  |  |  |  |  |  |  |  |  |  |  |  |
|  |                                                     |  |  |  |  |  |  |  |  |  |  |  |  |  |  |  |
|  | 2. José Luis Aguirre y Borrell                      |  |  |  |  |  |  |  |  |  |  |  |  |  |  |  |
|  |                                                     |  |  |  |  |  |  |  |  |  |  |  |  |  |  |  |
|  |                                                     |  |  |  |  |  |  |  |  |  |  |  |  |  |  |  |
|  | 10. Félix Borrell y Vidal                           |  |  |  |  |  |  |  |  |  |  |  |  |  |  |  |
|  |                                                     |  |  |  |  |  |  |  |  |  |  |  |  |  |  |  |
|  |                                                     |  |  |  |  |  |  |  |  |  |  |  |  |  |  |  |
|  | 5. Esperanza Borrell y García-Lastra                |  |  |  |  |  |  |  |  |  |  |  |  |  |  |  |
|  |                                                     |  |  |  |  |  |  |  |  |  |  |  |  |  |  |  |
|  |                                                     |  |  |  |  |  |  |  |  |  |  |  |  |  |  |  |
|  | 11. María García-Lastra y Sáinz de la Lastra        |  |  |  |  |  |  |  |  |  |  |  |  |  |  |  |
|  |                                                     |  |  |  |  |  |  |  |  |  |  |  |  |  |  |  |
|  |                                                     |  |  |  |  |  |  |  |  |  |  |  |  |  |  |  |
|  | 1. Esperanza Aguirre y Gil de Biedma                |  |  |  |  |  |  |  |  |  |  |  |  |  |  |  |
|  |                                                     |  |  |  |  |  |  |  |  |  |  |  |  |  |  |  |
|  |                                                     |  |  |  |  |  |  |  |  |  |  |  |  |  |  |  |
|  | 24. Francisco Gil y N.                              |  |  |  |  |  |  |  |  |  |  |  |  |  |  |  |
|  |                                                     |  |  |  |  |  |  |  |  |  |  |  |  |  |  |  |
|  |                                                     |  |  |  |  |  |  |  |  |  |  |  |  |  |  |  |
|  | 12. Francisco Javier Gil y Becerril                 |  |  |  |  |  |  |  |  |  |  |  |  |  |  |  |
|  |                                                     |  |  |  |  |  |  |  |  |  |  |  |  |  |  |  |
|  |                                                     |  |  |  |  |  |  |  |  |  |  |  |  |  |  |  |
|  | 25. Felipa Becerril y Becerril                      |  |  |  |  |  |  |  |  |  |  |  |  |  |  |  |
|  |                                                     |  |  |  |  |  |  |  |  |  |  |  |  |  |  |  |
|  |                                                     |  |  |  |  |  |  |  |  |  |  |  |  |  |  |  |
|  | 6. José Gil de Biedma, iii conde de Sepúlveda       |  |  |  |  |  |  |  |  |  |  |  |  |  |  |  |
|  |                                                     |  |  |  |  |  |  |  |  |  |  |  |  |  |  |  |
|  |                                                     |  |  |  |  |  |  |  |  |  |  |  |  |  |  |  |
|  | 26. Juan de Biedma y San Cristóbal                  |  |  |  |  |  |  |  |  |  |  |  |  |  |  |  |
|  |                                                     |  |  |  |  |  |  |  |  |  |  |  |  |  |  |  |
|  |                                                     |  |  |  |  |  |  |  |  |  |  |  |  |  |  |  |
|  | 13. Isabel de Biedma y Oñate                        |  |  |  |  |  |  |  |  |  |  |  |  |  |  |  |
|  |                                                     |  |  |  |  |  |  |  |  |  |  |  |  |  |  |  |
|  |                                                     |  |  |  |  |  |  |  |  |  |  |  |  |  |  |  |
|  | 27. Jacoba de Oñate y Valcárcel                     |  |  |  |  |  |  |  |  |  |  |  |  |  |  |  |
|  |                                                     |  |  |  |  |  |  |  |  |  |  |  |  |  |  |  |
|  |                                                     |  |  |  |  |  |  |  |  |  |  |  |  |  |  |  |
|  | 3. Piedad Gil de Biedma y Vega de Seoane            |  |  |  |  |  |  |  |  |  |  |  |  |  |  |  |
|  |                                                     |  |  |  |  |  |  |  |  |  |  |  |  |  |  |  |
|  |                                                     |  |  |  |  |  |  |  |  |  |  |  |  |  |  |  |
|  | 28. Domingo Antonio Vega de Seoane y N.             |  |  |  |  |  |  |  |  |  |  |  |  |  |  |  |
|  |                                                     |  |  |  |  |  |  |  |  |  |  |  |  |  |  |  |
|  |                                                     |  |  |  |  |  |  |  |  |  |  |  |  |  |  |  |
|  | 14. Baldomero Jacinto Vega de Seoane y Andrea-Pérez |  |  |  |  |  |  |  |  |  |  |  |  |  |  |  |
|  |                                                     |  |  |  |  |  |  |  |  |  |  |  |  |  |  |  |
|  |                                                     |  |  |  |  |  |  |  |  |  |  |  |  |  |  |  |
|  | 29. Isabel Andrea-Pérez y Arreche                   |  |  |  |  |  |  |  |  |  |  |  |  |  |  |  |
|  |                                                     |  |  |  |  |  |  |  |  |  |  |  |  |  |  |  |
|  |                                                     |  |  |  |  |  |  |  |  |  |  |  |  |  |  |  |
|  | 7. María Isabel Vega de Seoane y Echevarría         |  |  |  |  |  |  |  |  |  |  |  |  |  |  |  |
|  |                                                     |  |  |  |  |  |  |  |  |  |  |  |  |  |  |  |
|  |                                                     |  |  |  |  |  |  |  |  |  |  |  |  |  |  |  |
|  | 15. Antonia Echevarría y Biaru                      |  |  |  |  |  |  |  |  |  |  |  |  |  |  |  |
|  |                                                     |  |  |  |  |  |  |  |  |  |  |  |  |  |  |  |
|  |                                                     |  |  |  |  |  |  |  |  |  |  |  |  |  |  |  |

## Televisión
En 2021 se convierte en la tercera desenmascarada del programa de Antena 3, Mask Singer: adivina quién canta.
Y en 2021 también, se convierte en concursante oficial de Celebrity Bake Off, que aún está pendiente de emisión en Amazon Prime Video.
| Año             | Título                           | Cadena                       | Notas                            |
| --------------- | -------------------------------- | ---------------------------- | -------------------------------- |
| 2021            | Mask Singer: adivina quién canta | Antena 3                     | Concursante - 3.ª desenmascarada |
| 2021            | Celebrity Bake Off España        | Amazon Prime Video           | Concursante - 2.ª expulsada      |
| 2021-Actualidad | Todo es mentira                  | Cuatro (canal de televisión) | Colaboradora                     |

## Publicaciones

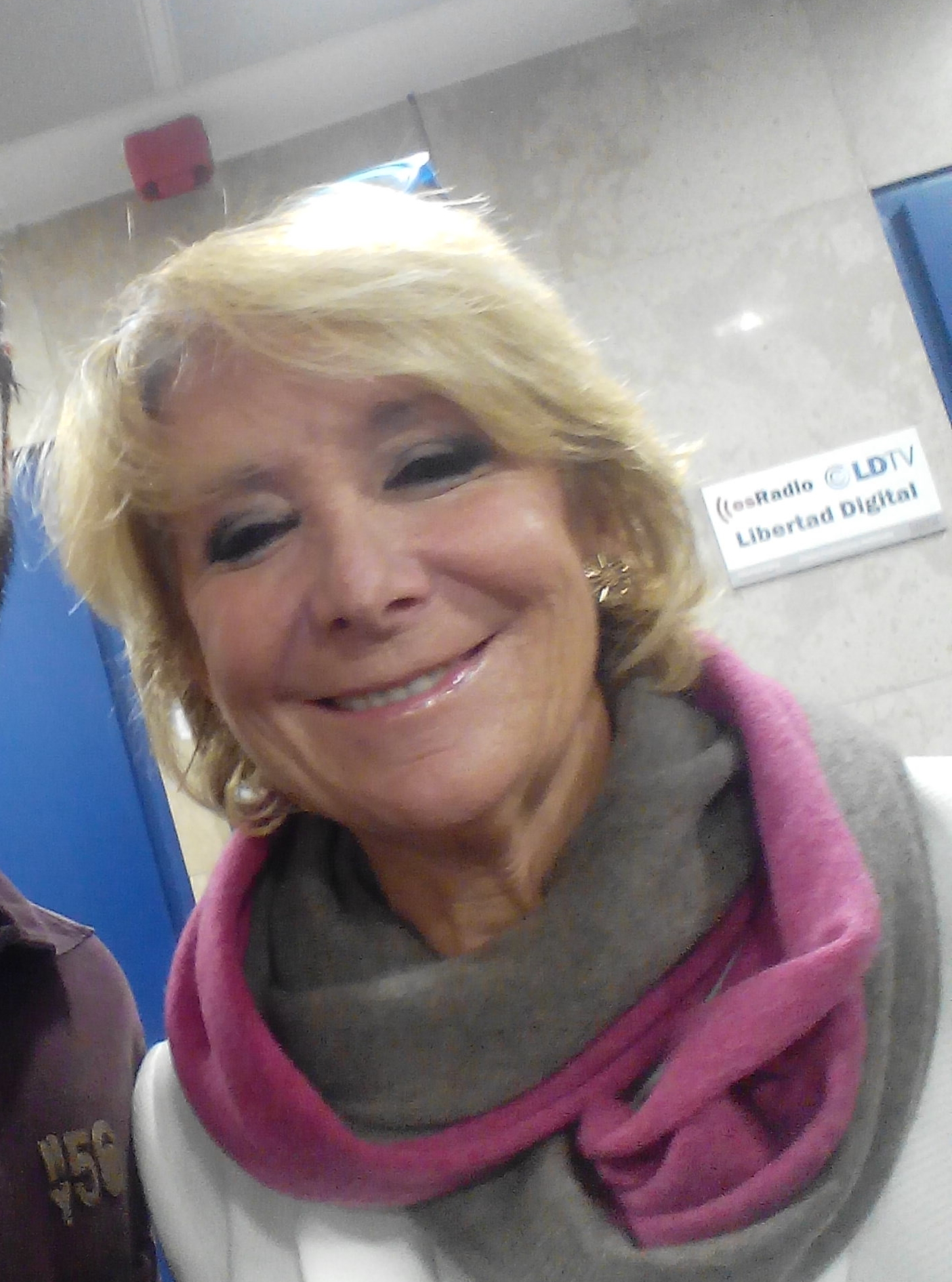
Esperanza Aguirre en marzo de 2017.

- Pensamiento liberal en el fin de siglo (con José María Michavila) (Fundación Cánovas del Castillo, ISBN 978-84-88306-30-2, 1997).
- Discursos para la libertad (Ciudadela, ISBN 978-84-96836-63-1, 2009).
- Prohibido prohibir (con Pedro Schwartz) (Espasa, ISBN 978-84-670-0625-4, 2012).
- Yo no me callo (Espasa, ISBN 978-84-67046-83-0, 2016).

## Distinciones honoríficas
Españolas
- Gran Cruz de la Orden de Carlos III (22 de enero de 1999).[134]
- Gran Cruz de la Orden de Isabel la Católica (23 de enero de 2004).[135]
- Gran Cruz de la Orden del Mérito Civil (23 de abril de 2004).[136]
- Gran Cruz de la Orden de Alfonso X el Sabio (26 de diciembre de 2014).[137]
- Medalla de Oro de la Comunidad de Madrid (20 de abril de 2012).[138][n. 2]

Extranjeras
- Dama Gran Cruz de la Orden del Sol del Perú (8 de junio de 2004)[140]
- Dama Comendadora de la Orden del Imperio británico (4 de febrero de 2004).[141]
- Oficial de la Legión de Honor.[142]

Otras distinciones
- Doctora "Honoris causa" por la Universidad Alfonso X el Sabio (16 de abril de 2013).[143]

## Premios
- Premio a la Mujer Mejor Calzada de España 2010 concedido por el Museo del Calzado de Elda.